# 高田村 (石川県)
高田村（たかだむら）は石川県能美郡にあった村。現在の小松市の北端、北陸本線明峰駅の東側一帯にあたる。

## 地理
- 河川 ： 八丁川

## 歴史
- 1889年（明治22年）4月1日 - 町村制の施行により、高堂村、高堂新村、野田村、荒屋村及び長野田村の区域をもって、高田村が発足する。
- 1907年（明治40年）8月5日 - 田川村、高田村及び千針村の区域の内、大字能美、大字千代及び大字一針の区域が合併して、板津村が発足する。